# Строитель юга
«Строитель Юга» — советский футбольный клуб из Баку. Основан в 1931 году. В 1940 году после расформирования группы «Б» переведен в Первую группу республиканских турниров, больше на всесоюзном уровне не выступал.

## История
Команда создана в 1931 году при профсоюзе строителей Азербайджана (АСПС) инициативной группой во главе с Ашотом Маркаровым (председатель Совета бюро физкультуры при АСПС). В 1936 году дебютировала в чемпионате СССР под названием «Строители». При организации чемпионата СССР бакинцев отправили в группу «В». В трёх играх на своем поле и четырёх на выезде команда одержала четыре победы при двух поражениях и одной ничьей и заняла второе место, перейдя в группу «Б» осеннего чемпионата страны. В августе команда была передана в созданное ДСО профсоюза рабочих коммунального строительства «Темп» (председателем общества «Темп» был избран Саркис Багдасарян) и осеннее первенство провела уже под названием «Темп» (тренировали команду Паруйр Парсаданович Парсаданов и Гурген Согомонович Даниелян). В нём бакинцы выступили хорошо и в итоговой таблице оказались на втором месте. В Кубке СССР команда дошла до 1/16 финала, где проиграла тбилисскому «Динамо». Сезон 1936 года «Темп» завершил победой в осеннем общебакинском розыгрыше.
23 мая 1937 года начался розыгрыш Кубка СССР. Команда добралась до 1/32 финала, где бакинцам вновь пришлось играть на выезде с тбилисской командой, на этот раз — «Локомотивом», который и прошёл далее. В сезоне 1937 года заняла 3-е место в группе «Б». А вот в чемпионате Союза дела команды сложились неплохо. Как и в прошлом году, от победителя группы «Б» «Темп» отделяло всего очко. Команда оказалась на третьем месте и получила право войти в футбольную элиту страны.
В группе «А» команда выступила относительно неудачно — вернувшись в группу «Б». В Кубке СССР 1938 года бакинцы дошли до 1/8 финала, где проиграли московскому «Спартаку».
В Кубке СССР 1939 года бакинцы дошли до 1/4 финала, где неожиданно проиграли ташкентскому «Динамо». Возвращение «Темпа» в группу «Б» ничем примечательным не запомнилось.
В чемпионате Союза 1940 года команда стала называться «Строитель юга», будучи переданной в одноимённое ДСО, и в классе «Б» заняла 3-е место. Но в группу «А» бакинцы не попали, хотя туда были переведены команды Харькова, Одессы и Минска, занявшие в турнирной таблице места с 4-го по 6-е. В Кубке СССР жребий выбрал в соперники бакинцам московский «Буревестник» (1/8 финала), но из-за затянувшегося чемпионата страны не осталось времени для кубковых игр, и ни одного матча сыграно не было.
Сезон 1940 года был последним для команды. «Темп» («Строитель») был расформирован в связи с ликвидацией ДСО «Строитель юга». Большинство игроков команды перешли в «Динамо».

## Названия
- «Строители» — 1936 год;
- «Темп» — с 1931 по 1939 годы;
- «Строитель Юга» — с 1940 года.

В 1937 и 1938 годах победителем кубка Азербайджанской ССР становилась команда «Строитель Юга».

## Достижения
- В высшей лиге — 19-е место (1938, группа «А»).
- В первой лиге — 2-е место (1936, осень), 3-е место (1937, группа «Б»), 3-е место (1940, группа «Б»),
- В второй лиге — 2-е место (1936, весна)
- В кубке СССР — поражение в 1/4 финала (1939 год).

## Известные тренеры
- Блинков, Владимир Георгиевич.

## Известные игроки
- Агаев, Мирмехти Мирмовсум оглу
- Маркаров, Артём Агаларович — советский тренер.
- Наумцев, Наум Григорьевич — капитан команды «Нефтяник», игрок команды «Динамо» в конце 1940—1950-х годов, бронзовый призёр чемпионата СССР 1947 года.